# جوانا لورنس
جوانا لورنس (بالإنجليزية: Joanna Laurens)‏ (21 أبريل 1978)؛ كاتِبة وروائية بريطانية.